# Prvi sudanski građanski rat
Prvi sudanski građanski rat je sukob između sjevernog i južnog dijela Sudana koji je trajao od 1955. pa do 1972. Pozadina sukoba povezana je s britanskim mandatom u Egiptu od 1946. Britanci su upravljali Sudanom podijelivši ga na jug i sjever. U veljači 1953. Egipat i Velika Britanija sklapaju dogovor po kojem se Sudanu podarena neovisnost. Bogato stanovništvo na sjeveru je većinom bilo islamske vjeroispovjesti, dok su na siromašnom jugu većina bili kršćani. Sukob je trajao 17 godina i u njemu je nastradalo oko 500.000 ljudi. Rat je završen sporazumom u Adis Abebi, ali to je predstavljalo samo privremeno rješenje.

## Vanjske poveznice
- Povijest Južnog Sudana  Arhivirana inačica izvorne stranice od 25. prosinca 2015. (Wayback Machine) (engl.)